# یه تیکه زمین
یه تیکه زمین نام مجموعه تلویزیونی مناسبتی است که در سال ۱۳۹۱ برای پخش در ماه محرم از سوی شبکه دو تولید شد.

## داستان
حاج حیدر (داریوش ارجمند) از آن نانواهای قدیمی تهران است که هنوز نانش را روی ترازو می‌کشد و دست مشتری می‌دهد. نزد مردم احترام دارد و بزرگ محل است. نظم این زندگی از روزی به هم می‌خورد که او نانوایی التفات (آتیلا پسیانی) را به دلیل تخلف می‌بندد...

## بازیگران
- داریوش ارجمند
- کوروش تهامی
- حمید ابراهیمی
- رویا تیموریان
- حدیث میرامینی
- امیرحسین رستمی
- شراره دولت‌آبادی
- آتیلا پسیانی
- نفیسه روشن
- عارف لرستانی
- سپیده علایی
- پوراندخت مهیمن
- عنایت‌الله بخشی

## درباره
اولین مجموعه تلویزیونی مهدی کرم‌پور پس از ساخت چهار فیلم سینمایی و پنج فیلم تلویزیونی که آخرین آن‌ها پل چوبی (فیلم) بود. محمدعلی اسلامی (تهیه‌کننده) نیز در کارنامه‌اش تهیه مجموعه‌های تحسین‌شده‌ای چون رعنا (مجموعه تلویزیونی) و زیر تیغ را دارد. یه تیکه زمین هم همانند دیگر کارهای کرم‌پور اثری پربازیگر است.

## بهترین تیتراژ
محمد اصفهانی برای خواندن ترانه «بهشت از دست آدم رفت» بر روی تیتراژ مجموعه، برنده تندیس بهترین تیتراژ تلویزیونی سال ۱۳۹۱ به انتخاب کارشناسان در نخستین جشن سالانه موسیقی ما شد. 

## حواشی
مهدی کرم‌پور پس از مشکلاتی که سر راه نمایش پل چوبی (فیلم) پیش آمد، به تلویزیون رفت تا ساخت نخستین مجموعه‌اش را تجربه کند اما سایت‌های سیاسی وابسته به طیف اصول‌گرا که پیش‌تر مقدمات اکران نشدن فیلم سینمایی او را فراهم کرده بودند، این‌بار نیز در طول ساخت سریال مطالب تندی علیه ساخته‌شدن این کار نوشتند.

خبرگزاری فارس در مطلبی با تیتر «اهدای سریال محرم به کارگردان فیلم‌های مسئله‌دار» نوشت:
این‌روزها اعطای ساخت سریال به یک کارگردان مسئله‌دار و حضور رییس شبکه دو در پشت صحنه این سریال و مشارکت سیما فیلم در فیلم‌های توهین‌آمیز علیه ایران و دفاع مقدس، کلکسیون گاف‌های صدا و سیما را تکمیل کرده‌است.

رجانیوز دیگر سایت اصول‌گرای تندرو هم در مطلبی با اشاره به فیلم‌های پیشین کرم‌پور نوشت: 
«جايی ديگر» را نه به دليل استفاده از يک شخصيت ترنس سكشوال، كه به جهت محتواي خطرناك و به ويژه استفاده از يك قطعه انيميشن كوتاه توهين‌آميز نسبت به دفاع مقدس در فيلم، مي‌توان نمونه منحصر به فردی دانست. چنانكه همين محتوای خطرناك و اين انيميشن ضد ايرانی كه توهين مستقيمی به رزمندگان هشت سال دفاع مقدس قلمداد می‌شد، اعتراضات فراواني را برانگيخت. سال گذشته نيز «كرم‌پور» با ساخت فيلم «پل چوبی» با موضوع حوادث سال ۸۸، كارنامه درخشان! خود را كامل كرد و به جرگه حاميان سينمايی فتنه ۱۳۸۸ پيوست. فيلمی كه اين روزها در ليست سياه حوزه هنری برای اكران قرار گرفته‌است.